# Kombinat Mikroelektronik Erfurt
Der VEB Kombinat Mikroelektronik Erfurt (KME) war ein Kombinat Volkseigener Betriebe in der Deutschen Demokratischen Republik (DDR), das 1978 nach Auflösung der VVB Bauelemente und Vakuumtechnik (BuV) gegründet wurde. Stammbetrieb des Kombinats war das Funkwerk Erfurt (FWE), das 1983 den Namen VEB Mikroelektronik „Karl Marx“ Erfurt (MME) erhielt. Die Gründung des Kombinats war ein Resultat der am 23./24. Juni 1977 vom Zentralkomitee der Sozialistischen Einheitspartei Deutschlands gefassten Maßnahmen „Zur weiteren Verwirklichung der Beschlüsse des IX. Parteitags der SED auf dem Gebiet der Elektrotechnik und Elektronik“.
Das Kombinat Mikroelektronik Erfurt bildete zusammen mit dem Kombinat VEB Elektronische Bauelemente Teltow, dem VEB Kombinat Robotron Dresden und dem Kombinat VEB Carl Zeiss Jena die industrielle Basis des Spitzentechnologie-Programms der DDR im Bereich Elektronik. Diese Kombinate waren direkt dem Ministerium für Elektrotechnik und Elektronik unterstellt. Weitere zentralgeleitete Kombinate der elektrotechnischen Industrie können in der Liste von Kombinaten der DDR eingesehen werden.

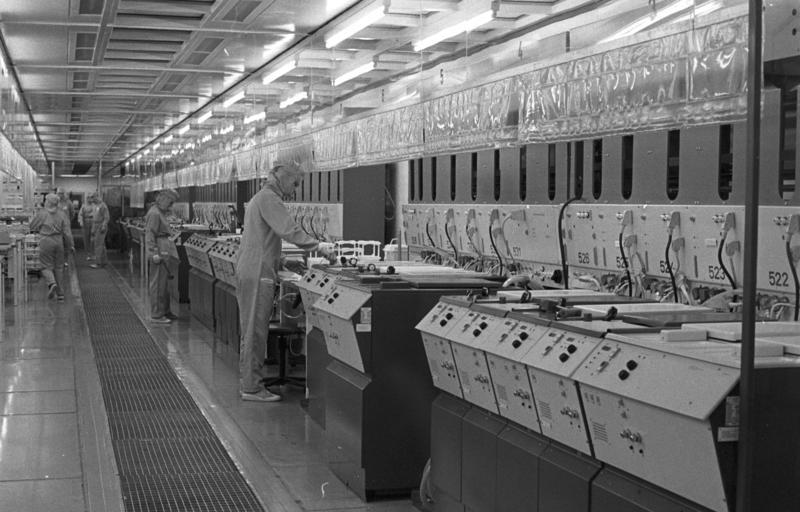
Aufnahme der Halbleiterproduktion im Jahr 1989

## Geschichte
Der erste Generaldirektor Heinz Wedler leitete das Kombinat bis November 1989, nach dem Fall der Berliner Mauer. Die größten Anstrengungen der Kombinatsleitung waren stetig darauf gerichtet, von Bauelementelieferungen aus dem Ausland unabhängig zu werden, insbesondere unter dem einschneidenden Embargo, und die Eigenbedarfsdeckung zu forcieren. Zugleich sollte der entstandene technologische Rückstand, den Experten mit rund drei bis acht Jahren hinter dem Weltniveau einschätzten, abgebaut werden. In der Anwendung der Elektronik in fertigen Produkten betrug der Rückstand sogar bis zu 15 Jahre.

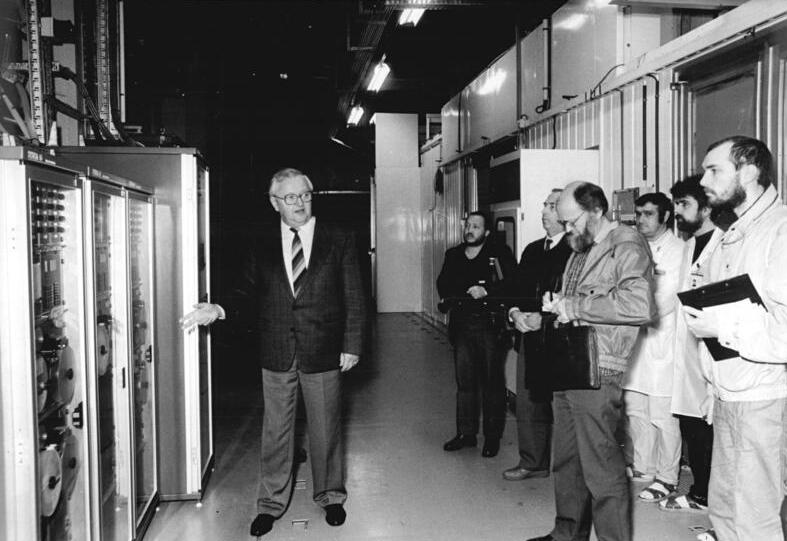
Mitglieder einer Fachgruppe des Neuen Forums besuchen die Produktionsstätten in Erfurt (1989)

Im November 1989 wurde dem bis dahin stellvertretenden Generaldirektor Rainer Jüngel die Leitung übertragen, er führte das Kombinat bis zu dessen Umwandlung in eine Kapitalgesellschaft. Das Stammwerk des Kombinates wurde 1990 zur ERMIC GmbH, die übrigen Kombinatsbetriebe wurden in die Treuhand-Holding PTC-electronic AG überführt. Sie sollte die Privatisierung bzw. Abwicklung der 17 einzelnen Betriebe realisieren. Diese arbeiteten jedoch weitgehend unökonomisch und nach einigem Hin und Her beschloss die Treuhandanstalt die Auflösung der PTC-electronic AG. Das gesamte ehemalige Kombinat zerfiel somit, ein paar Betriebe wurden privatisiert. Zur Liquidation der verbliebenen Strukturen setzte die Treuhand Rainer Jüngel als Verantwortlichen für die Abwicklung ein. Dieser Prozess war im Jahr 2004 abgeschlossen.
Einige erfolgreiche Spin-offs aus dieser Zeit existierten noch bis 2012: So entstand 1992 die Thesys Gesellschaft für Mikroelektronik mbH mit etwa 500 Mitarbeitern, welche sich hauptsächlich auf die Produktion von anwendungsspezifischen integrierten Schaltungen konzentrierte. Im selben Jahr bildete sich auch die X-FAB Gesellschaft zur Fertigung von Wafern mbH als ein Teilbetrieb der Firma Melexis, die sich mit ca. 150 Mitarbeitern auf die Produktion von diversen CMOS-basierten integrierten Schaltkreisen spezialisierte. 1999 übernahm die belgische Holding-Gesellschaft Elex N.V., zu der sowohl die Melexis-Gruppe als auch die X-FAB gehörten, die Thesys und führte beide Betriebe unter dem neuen Namen X-FAB Semiconductor Foundries GmbH zusammen. Bemerkenswert sind darüber hinaus weitere erfolgreiche Ausgründungen auf dem Gebiet der Anzeigetechnik/Optoelektronik, die bis 1990 vom Werk für Fernsehelektronik in Berlin-Oberschöneweide dominiert worden war.

## Bedeutung

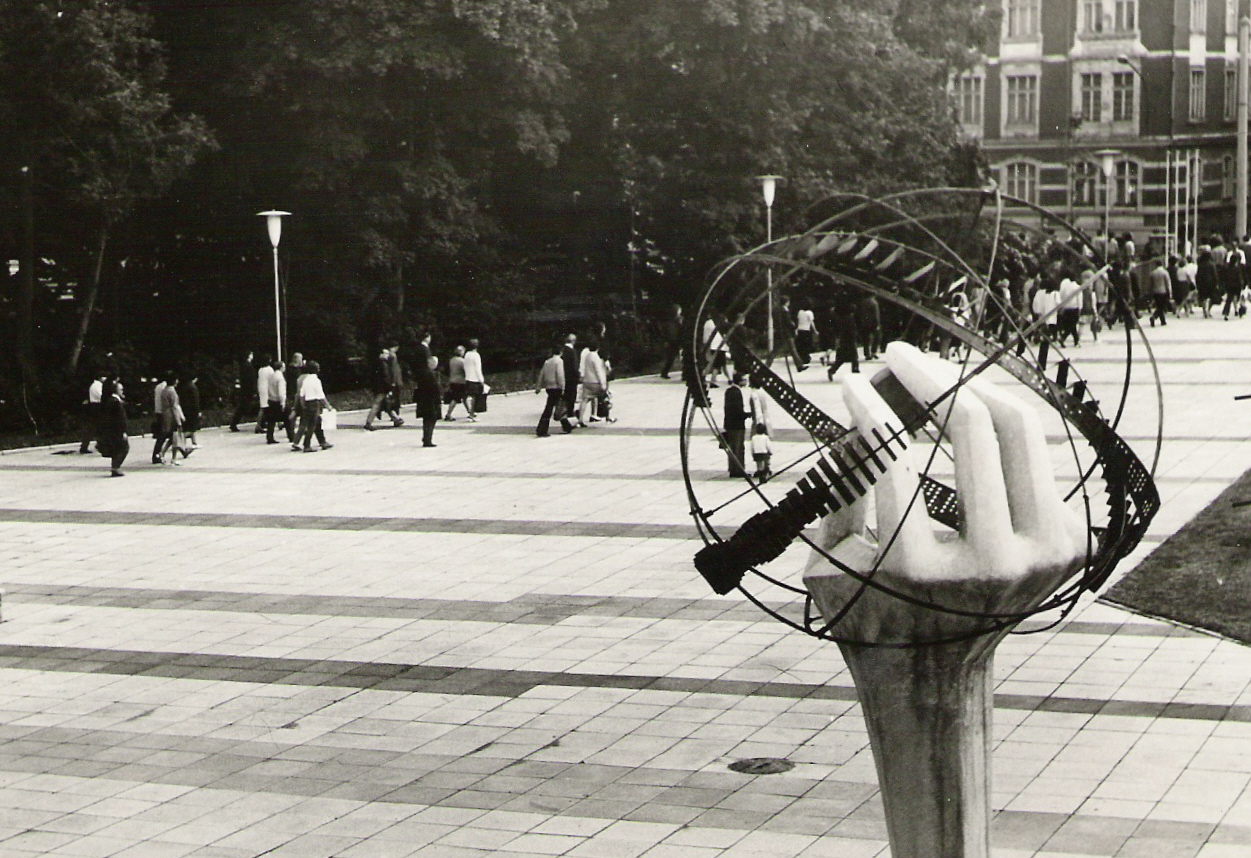
Skulptur Hand mit Chip von Eberhard Reppold vor dem Eingang des Funkwerks, Stammbetrieb des Kombinats Mikroelektronik Erfurt

### Forschung, Entwicklung und Produktion aktiver elektronischer Bauelemente
Der Schwerpunkt des Kombinats Mikroelektronik Erfurt lag innerhalb des Technologieprogramms vor allem in der Halbleiterfertigung. Im Rahmen des Rats für gegenseitige Wirtschaftshilfe (RGW) war das Kombinat somit auch führend an der Entwicklung und Produktion von Mikroprozessoren, Mikrocontrollern und komplexen Speicherschaltkreisen beteiligt. Das Kombinat hatte vor seiner Auflösung 60.000 Beschäftigte.
Zur industriellen Halbleiterfertigung entstanden drei moderne Chipfabriken (Geodaten) am Standort Erfurt Süd-Ost (ESO):
- ESO I: Baubeginn 1981, Fertigstellung 1984
- ESO II: Fertigstellung 1988
- Die Inbetriebnahme von ESO III fiel 1989/1990 in die Wendezeit der DDR.

Das Werk ESO III war für die Massenproduktion von Schaltkreisen mit Strukturbreiten von 1–1,2 µm vorgesehen: Integrationsgrad 5 (VLSI), 32-bit-Prozessor (MME U80701), 1-Mbit- bis 4-Mbit-DRAM (U61000). Die Waferproduktion von ESO III begann im Jahr 1990 bereits unter der Treuhandanstalt und somit während der beginnenden Auflösung des Kombinates.
Der westliche CoCom-Technologieboykott hatte die Mitgliedsländer des RGW vom Markt für westliche Hochtechnologie abgeschnitten und sie somit gezwungen, alle modernen Technologien vollständig innerhalb der eigenen Volkswirtschaften zu entwickeln. Obwohl die DDR das Embargo durch Einschaltung von Mittelsmännern teilweise umgehen konnte und dem Bereich Mikroelektronik ab Ende der siebziger Jahre überdurchschnittliche finanzielle, personelle und materielle Mittel zugeführt worden waren, gelang es der DDR-Volkswirtschaft mit dem Kombinat Mikroelektronik Erfurt letztlich nicht, den Entwicklungsrückstand gegenüber den weltweit führenden Halbleiterherstellern von durchschnittlich ein bis zwei Bauteilgenerationen aufzuholen.
Zur Unterstreichung der Bedeutung der Chipentwicklung schuf der Weimarer Bildhauer Eberhard Reppold (1924–2013) eine Metallskulptur. Diese erhielt den Titel Hand mit chip und wurde vor dem Eingang zum Stammbetrieb in Erfurt platziert (siehe Bild).

### Erzeugnisse (Auswahl)
Die Entwickler im Stammbetrieb in Erfurt hatten 1977 den ersten Mikroprozessor der DDR (U808) entwickelt, der dem Intel 8008 entsprach. Das Werk produzierte die meisten Hauptprozessoren (CPUs) der DDR. So wurde auch die in der DDR sehr verbreitete 8-bit-CPU MME U880 (unlizenzierter Zilog-Z80-Nachbau, beispielsweise im PC 1715 oder in den Kleincomputern KC 85/2-4) ab 1980 in Erfurt hergestellt.
Den Herstellern in den Vereinigten Staaten und anderen westlichen Industrienationen war in großen Zügen bekannt, dass die sozialistischen Länder mit Technikanspruch Industriespionage betrieben. Wie sonst wäre erklärlich, dass innerhalb eines Mikroprozessorchips ein russischer Text verborgen war mit der Frage, wann der Klau aufhören würde.
Ab 1984 wurde ein Nachbau des Zilog Z8000 unter der Bezeichnung MME U8000 produziert. Diese 16-bit-CPU kam beispielsweise im P8000 vom VEB Elektro-Apparate-Werke Berlin-Treptow „Friedrich Ebert“ zum Einsatz. In den 16-bit-Computern von Robotron, A 7150 und EC 1834, wurden hingegen sowjetische CPUs К1810ВМ86 (Intel 8086) eingesetzt.
1986 begann die Nachentwicklung des Intel 80286 als MME U80601, der 1989 in die Produktion ging und im EC 1835 zur Anwendung kommen sollte.
Die im August 1989 als Funktionsmuster präsentierte und für die Massenproduktion in Erfurt vorgesehene 32-bit-CPU MME U80701 (für den MicroVAX-II-Nachbau RVS K 1820) wurde jedoch nach dem Ende der DDR nicht mehr in die Produktion im neuesten Werk ESO III überführt.

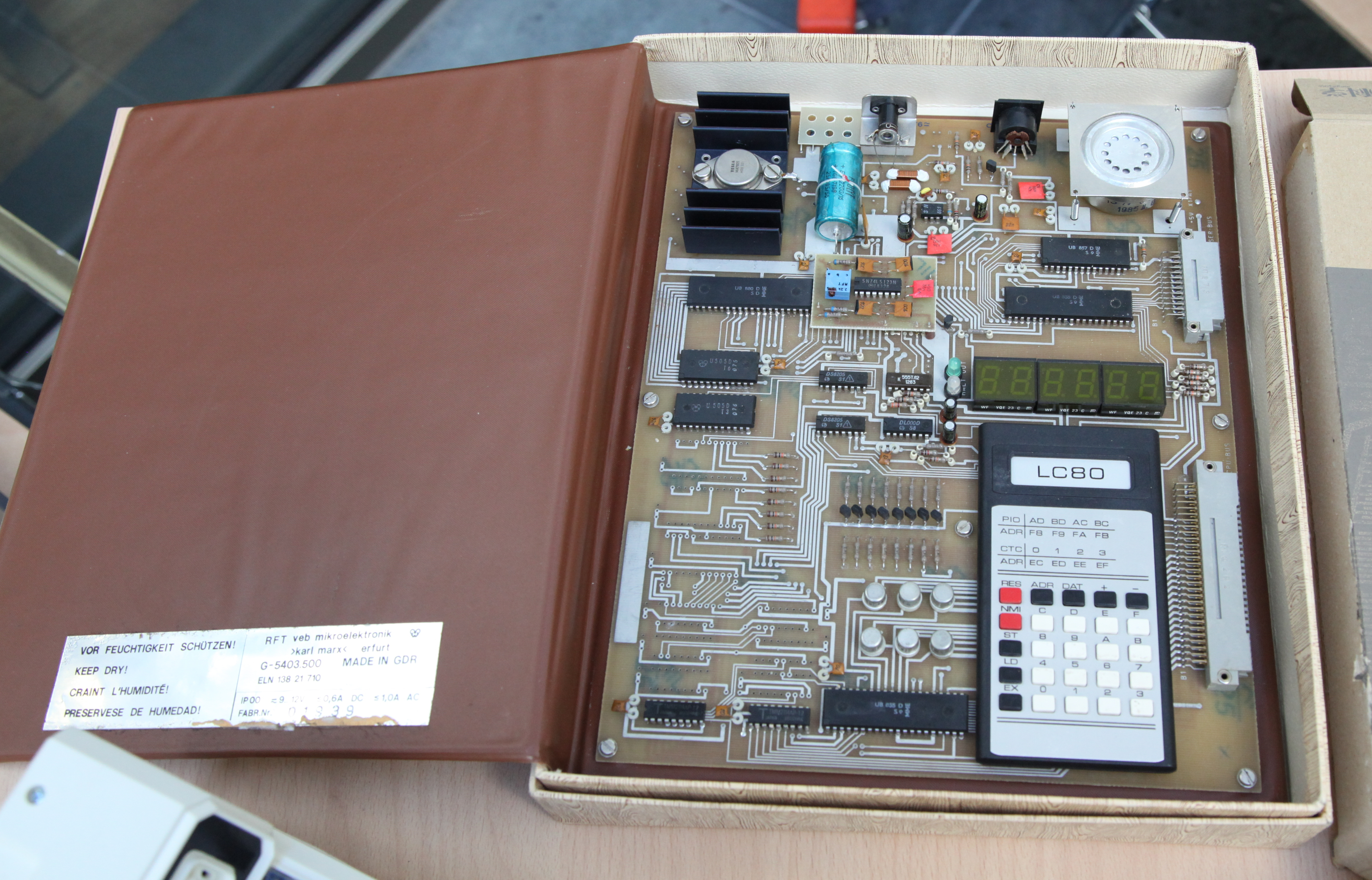
Lerncomputer LC80
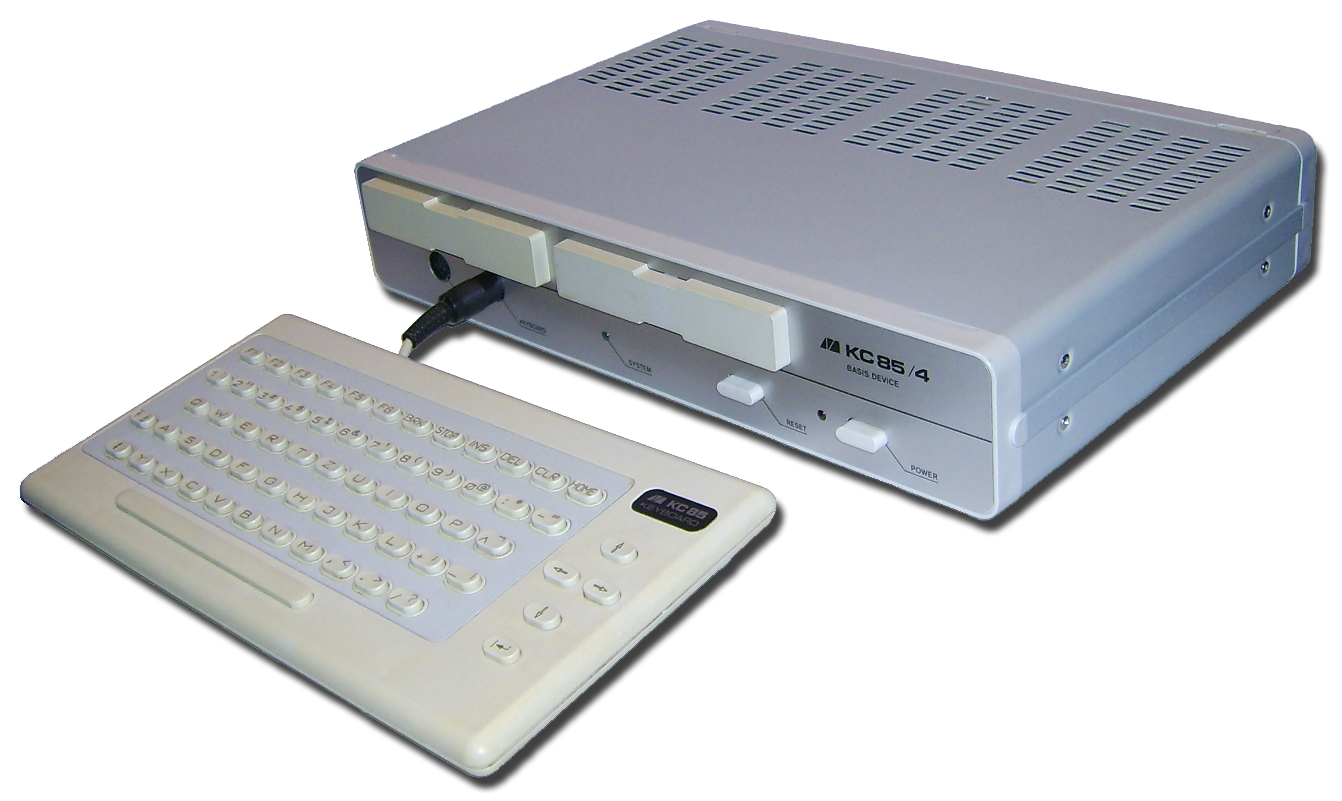
Kleincomputer KC 85/2-4 – im VEB Mikroelektronik „Wilhelm Pieck“ Mühlhausen als Konsumgut hergestellt
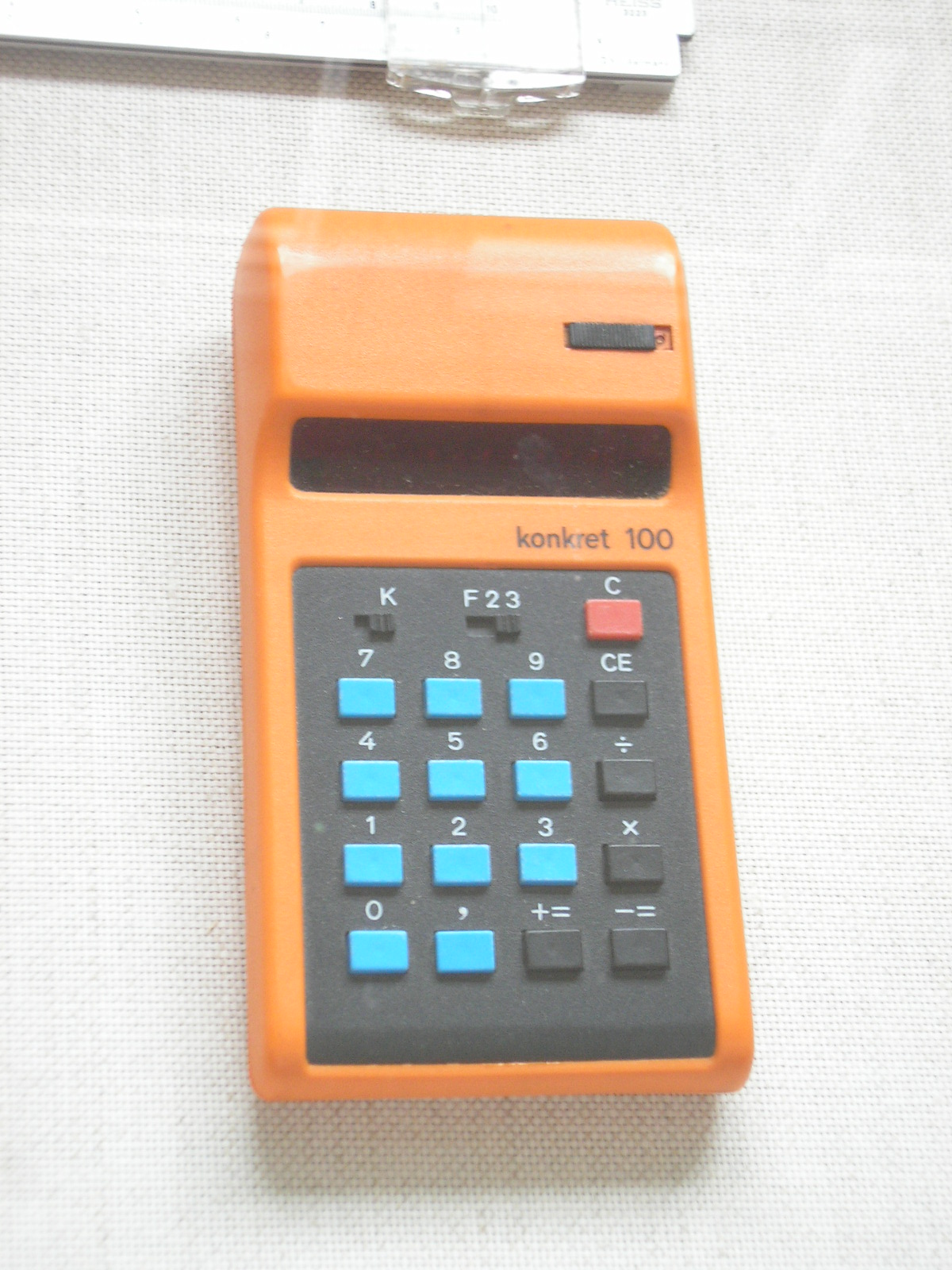
Konkret 100, Taschenrechner

## Generaldirektoren
- November 1978–November 1989: Heinz Wedler
- Dezember 1989–Oktober 1990 (bis zur Auflösung): Rainer Jüngel[4]

## Liste der Kombinatsbetriebe
Kombinatsadresse:
5010 Erfurt, Juri-Gagarin-Ring 154 (Geodaten)
- VEB Mikroelektronik „Karl-Marx“ Erfurt (MME), Stammbetrieb

früher VEB Funkwerk Erfurt (FWE). Entwickelte und produzierte unipolare Schaltkreise sowie Computer wie den BSP-12
- VEB Applikationszentrum Elektronik Berlin

Import Sonderbauelemente, Applikationen, Informationsleitstelle; Bauelementestrategie
- VE AHB Elektronik Export/Import

Außenhandelsbetrieb für Produkte der Branche
- VEB Elektronikprojekt Dresden

projektierte Industrieanlagen
- VEB Elektronische Bauelemente Ruhla

bis Anfang der 1980er Jahre in das Kombinat VEB Elektronische Bauelemente Teltow eingegliedert
- VEB Halbleiterwerk Frankfurt (Oder) (HFO)

entwickelte und produzierte bipolare und unipolare Schaltkreise sowie mit dem Bildschirmspiel 01 die einzige Spielekonsole der DDR
- VEB Hochvakuum Dresden

auf Beschichtungs- und Bedampfungsanlagen spezialisiert
1986 in das Kombinat Carl Zeiss Jena eingegliedert
- VEB Ingenieurbetrieb Mikroelektronik Frankfurt (Oder)
- VEB Isolierwerk Zehdenick
- VEB Mikroelektronik „Anna Seghers“ Neuhaus am Rennweg

früher Röhrenwerk Neuhaus am Rennweg (RWN). Entwickelte und produzierte Transistoren
- VEB Mikroelektronik „Bruno Baum“ Zehdenick
- VEB Mikroelektronik „Friedrich Engels“ Ilmenau

bis 1983 unter dem Namen VEB Elektroglas Ilmenau. War ein Hersteller von Gehäusen für Transistoren, Dioden und Schaltkreise
- VEB Mikroelektronik „Karl Liebknecht“ Stahnsdorf

früher Gleichrichterwerk Stahnsdorf. Entwickelte und produzierte Leistungselektronik
- VEB Mikroelektronik Leuchtstoffwerk Bad Liebenstein

produzierte neben Leuchtstoffen für die Elektronikindustrie auch Röntgenleuchtstoffe für die Medizintechnik und war daher vormals Teil des Pharmazeutischen Kombinat GERMED
- VEB Mikroelektronik „Robert Harnau“ Großräschen

früher Gleichrichterwerk Großräschen. Entwickelte und produzierte Dioden
- VEB Mikroelektronik Secura-Werke Berlin
- VEB Mikroelektronik „Wilhelm Pieck“ Mühlhausen

früher Röhrenwerk Mühlhausen. Produzierte Taschenrechner, darunter den Schultaschenrechner SR1 und die Kleincomputer KC 85/2-4, außerdem Halbleiterdioden und Reed-Kontakte
- VEB Plastverarbeitungswerk Eisenach
- VEB Plast- und Metallverarbeitung Berlin
- VEB Rationalisierung „Willi Agatz“ Dresden-Gittersee

Betriebsgründung stand im Zusammenhang mit der geplanten Errichtung eines Reinstsiliziumwerks in Dresden-Gittersee, dessen Bau bis zur Wiedervereinigung nicht vollendet wurde
- VEB Röhrenwerk Rudolstadt

Hersteller von Röntgenröhren
- VEB Spurenmetalle Freiberg

Hersteller von Einkristallen für die Mikroelektronik
- VEB Uhrenwerke Ruhla

einschließlich Festkörperschaltkreis-Produktion, Digitaluhren und Maschinenfabrik
- VEB Uhrenwerk Glashütte

umfasste unter anderem den früheren VEB Feinwerktechnik Dresden als Betriebsteil
- VEB Uhrenwerk Weimar
- VEB Werk für Fernsehelektronik Berlin-Oberschöneweide (WF)

entwickelte und produzierte Fernsehbildröhren, Senderöhren, optoelektronische Bauelemente.
- VEB Zentrum für Forschung und Technologie Mikroelektronik Dresden (ZFTM)

1986 erfolgte die Übernahme durch das Kombinat Carl Zeiss Jena und eine Umbenennung in VEB Forschungszentrum Mikroelektronik Dresden (ZMD). Das Zentrum entwickelte und produzierte Schaltkreise auf Basis GateArray- und Standardzellentechnologie sowie technologische Spezialausrüstungen.
Weiterhin existierte mit dem VEB Elektromat Dresden bis 1980 ein Hersteller von Produktionsanlagen für Bauelemente der Elektronik. Dieser fusionierte mit dem Institut für Mikroelektronik Dresden zum Zentrum für Forschung und Technologie Mikroelektronik. Der VEB Elektronikhandel Berlin, der unter anderem die Materialversorgung der Forschungs- und Entwicklungsabteilungen der Elektronikindustrie zur Aufgabe hatte, fusionierte 1978 mit anderen Betrieben zum VEB Applikationszentrum Elektronik Berlin.